# Ivi.ru
ivi (ivi.ru; вимовляється «Іві») — російська медіакомпанія,яка працює на ринку легального професійного онлайн-відео. Серед проектів компанії популярний в Росії частково безкоштовний онлайн-кінотеатр ivi.ru і перший в Росії дитячий відеосервіс deti.ivi.ru.
Значна частина контенту всіх проектів доступна для перегляду безкоштовно і без реєстрації. Частку становить преміальний контент сервісу ivi+: платна еротика і контент категорії «суперпрем'єра» (не тільки новинки, в преміальному контенті є стрічки 2000-х років).  Основним джерелом монетизації є реклама ,яка може демонструватися перед фільмом, під час фільму або після нього.
Перегляд можливий як через сайти проектів, так і через додатки сервісів для всіх популярних мобільних платформ і платформ Smart TV.
ivi підписала контракти на демонстрацію контенту від провідних російських і зарубіжних правовласників, таких як Warner Brothers, Warner Music, Paramount Pictures, Disney, 20th Century Fox та National Geographic, Sony Pictures та Sony Music, NBC Universal, Universal Music, BBC, Мосфільм, Ленфільм, СТВ, Централ Партнершип, Парадиз, Star Media, Film.UA, СТС-медіа, кіностудія ім. Горького і багатьма іншими.
З 2022 року назва "ИВИ"

## Історія
Онлайн-кінотеатр ivi.ru стартував в web-просторі 19 лютого 2010 року і спочатку був доступний тільки за запрошеннями в сервісі мікроблогів Twitter 21[джерело?]. 26 лютого 2010 року сайт відкрився для вільного доступу. У перший день роботи кінотеатру, сайт відвідали понад 180 тисяч осіб, що зробило його запуск одним з найуспішніших в історії російського інтернету. На сьогоднішній день онлайн-кінотеатр залишається основним проектом компанії ivi, залучаючи близько 33 мільйонів відвідувачів на місяць. Контент кінотеатру доступний на інтернет-сайті www.ivi.ru, на мобільних платформах (iOS, iPadOS, Android, Samsung Bada, OneUI, Windows Phone 7,8, Symbian), на телевізорах з виходом в інтернет, що продаються в Росії таких марок як Samsung, LG, Philips, Toshiba, Sony і Panasonic, а також на ряді інших пристроїв.

## Контент
25 квітня 2012 року інтернет-кінотеатр ivi.ru оголосив про підписання контракту з NBC Universal, тим самим фіналізуя угоди з усіма голлівудськими мейджорами. Таким чином, ivi.ru став першим відеопорталом в Східній Європі з ліцензійним контентом від всіх голлівудських мейджорів. 10 жовтня 2014 роки онлайн-кінотеатр ivi.ru оголосив, що його користувачам став доступний для перегляду перший фільм в ультрависокому (Ultra HD/4К) дозволі. Це вітчизняна драма Про дружину, мрію і ще одну ….
У 2018 році в онлайн-кінотеатрі відбулися кінопрем'єри фільмів, створених за участю ivi: «Непрощений», «Тимчасові труднощі», «Щастя! Здоров'я!» та інших. Каталог ivi досяг 80 тисяч одиниць контенту.

## Нагороди
- У вересні 2010 року в конкурсі РОТОР сайт отримав гран-прі в номінації «кіносайтом року»[8] і 1 місце в номінації «Відкриття року»[9].
- У листопаді 2013 роки онлайн-кінотеатр ivi.ru отримав спеціальний приз національної премії в області неефірного телебачення «Золотий промінь»[10].
- У 2019 компанія ivi.ru зайняла десяте місце в рейтингу «20 найдорожчих компаній Рунета — 2019», опублікованому журналом Forbes[11].

## Власники та керівництво

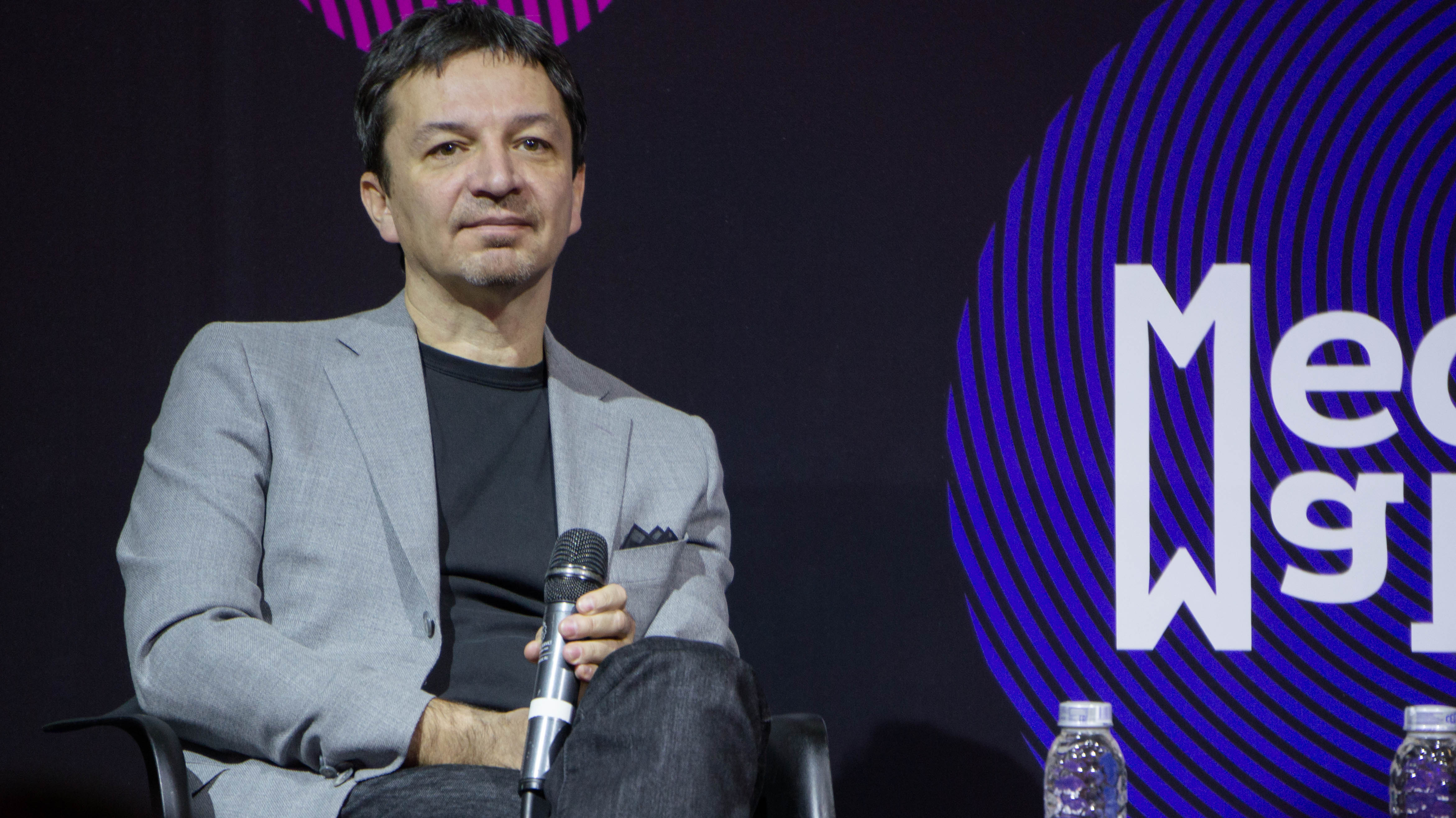
Генеральний директор ivi.ru Олег Туманов на MediaMakers 2016 Москві

Основні інвестори і власники проекту — Ru-Net Ltd. Леоніда Богуславського, американський фонд Tiger Global, фонд прямих інвестицій Baring Vostok, група «Інтеррос», фонд Frontier Ventures і Олег Туманов, засновник і ідеолог проекту. Міноритарним партнером проекту є Дмитро Алімов. Очолює компанію Олег Туманов, раніше заступник головного керуючого директора Альфа-Банку і CEO Access Industries Russia and CIS.

## Конкуренти Економічні показники
У 2015 році онлайн-кінотеатр ivi.ru зібрав виручку 1,05 млрд руб., що на 46 % більше, ніж в 2014 році. У 2015 році також зросли і інші показники: щомісячна яка сплачує аудиторія до 165 000 чоловік, кількість щомісячних передплатників збільшилася до 82000 осіб. Сумарний час перегляду ivi.ru також показало зростання на 30 % в 2015 році.
У 2017 році частка ivi.ru від загального ринку склала 32 % і компанія міцно зайняла лідируюче місце в галузі.
У 2018 році виручка онлайн-кінотеатру виросла на 62 % і склала 3,9 млрд рублів.
За оцінками експертів вартість компанії ivi.ru в 2019 році склала 204 млн доларів.